# Hôtel de ville de Beaugency
L’hôtel de ville de Beaugency est un édifice, protégé des monuments historiques, située à Beaugency dans le département français du Loiret en région Centre-Val de Loire.

## Géographie
L'hôtel de ville est situé au 22 de la place du Docteur-Hyvernaux, dans le centre-ville de la commune de Beaugency, sur la rive droite de la Loire, dans la région naturelle du Val de Loire.

## Historique
L'hôtel de ville a été construit pendant la Renaissance, précisément en 1526. Sa façade et son intérieur sont ornés des armoiries de la ville, ainsi que la salamandre du roi de France François Ier.
Il est classé monument historique depuis 1840.